# Pfarrhaus (Dasing)

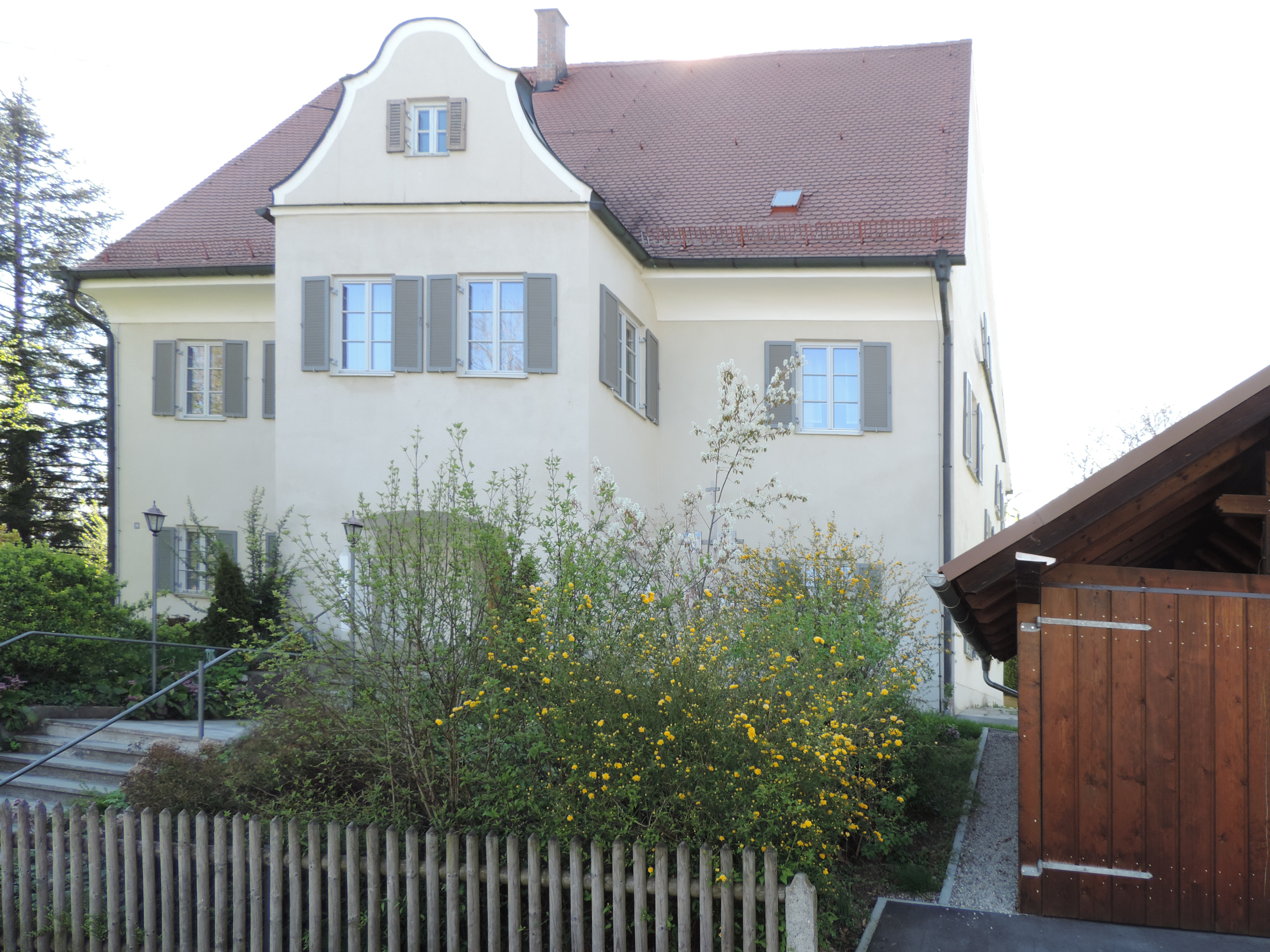
Pfarrhaus in Dasing

Das Pfarrhaus der katholischen Pfarrei St. Martin in Dasing, einer Gemeinde im Landkreis Aichach-Friedberg im bayerischen Regierungsbezirk Schwaben, wurde 1690 errichtet. Das Pfarrhaus an der Unterzeller Straße 10 ist ein geschütztes Baudenkmal.
Das Gebäude wurde um 1750/60 und um 1910 verändert. Der stattliche zweigeschossige Satteldachbau besitzt fünf zu drei Fensterachsen. Mitte des 18. Jahrhunderts wurde der östliche Vorbau mit stichbogigem Zugang und geschwungenem Giebel errichtet. 
Die Rokokostuckaturen im Obergeschoss dürften 1756 entstanden sein.